# حسین صبا

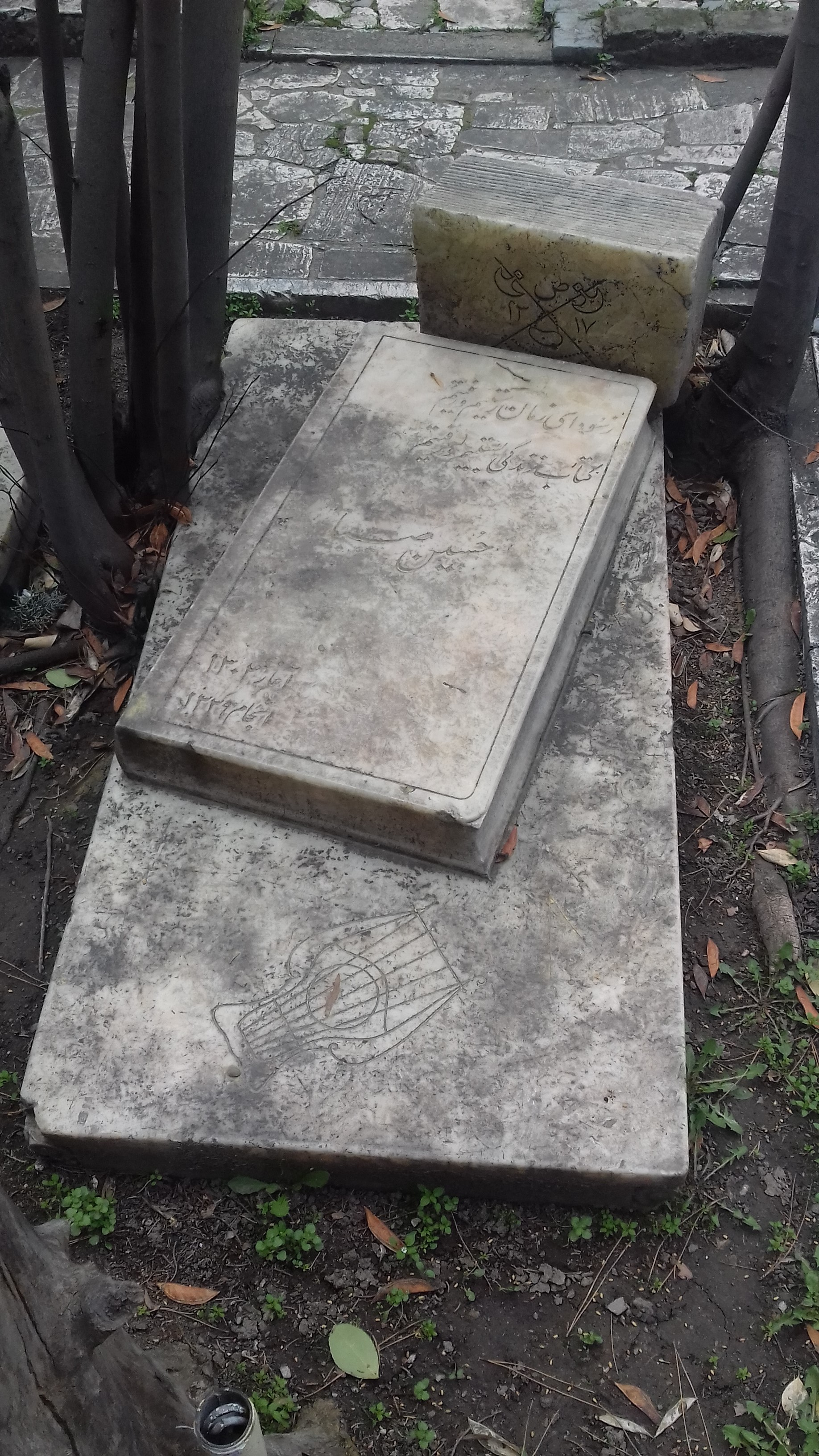
مزار حسین صبا در گورستان ظهیرالدوله دربند

حسین صبا (زاده ۱۳۰۳ – درگذشته ۱۸ اردیبهشت ۱۳۳۹) از استادان موسیقی ایرانی و نوازنده سنتور بود.

## زندگی‌نامه
حسین صبا فرزند میرزا حسین خان صبا ملقب به کمال سلطان (از خاندان ضرابی کاشان) است که چون بعد از فوت پدر، به دنیا آمده بود و تنها فرزند پسر خانواده بود نام کوچک پدر را بر وی نهادند. وی اولین استاد سنتور هنرستان موسیقی ملی بود که سنتورنوازی را نزد حبیب سماعی فرا گرفت و سپس به محضر ابوالحسن صبا رسید و نت‌خوانی و سنتور نوازی و پیانو را نزد این استاد تکمیل کرد. حسین صبا تدریس سنتور را در هنرستان موسیقی ملی از سال ۱۳۳۰ شروع نمود و تا سال ۱۳۳۸ که به علت بیماری و سفر به لندن برای جراحی مغز وقفه‌ای در کار تدریس وی افتاد منظماً به تدریس این ساز و پیانو اشتغال داشت. از شاگردان شاخص او محمد حیدری آهنگساز مشهور و مدرس سنتور و  رهبر ارکستر صبا و همچنین  خانم ارفع اطرائی است که خود صاحب تألیفاتی چند است. حسین صبا در عنفوان جوانی در روز یکشنبه ۱۸ اردیبهشت ماه ۱۳۳۹ (در سی و شش سالگی)  به علت ابتلاء به بیماری مغزی درگذشت و در مقبرهٔ ظهیرالدوله به خاک سپرده شد. از او دختری به نام  ترانه صبا بر جای مانده است که مقیم آمریکاست. خانه ایشان در تهران، خیابان مقصود بیگ تجریش بود که خواهر بزرگتر وی با نام فرح الملوک صبا که خود از عرفای بزرگ معاصر بود در همانجا می زیست. وی تألیفاتی در زمینهٔ موسیقی دارد که از آن جمله هستند: «آموزش سنتور»؛ بخش دوم «کتاب شور»، شامل آهنگ‌های ابوعطا، افشاری، بیات‌ترک، دشتی و نوا؛ بخش سوم «کتاب شور»، شامل آهنگ‌های همایون، اصفهان، ماهور و چهارگاه.